# Lingua macanese
La lingua macanese, detta anche patuá, è una lingua creola parlata nella regione di Macao, in Cina.
La lingua macanese, che combina elementi di portoghese, cantonese e malese si è sviluppata originariamente nella penisola di Malacca e venne introdotta a Macao al seguito dei portoghesi quando questi, nel XVI secolo, fondarono la città. Divenne la lingua maggiormente parlata dalla comunità creola, originatasi dai matrimoni tra colonizzatori portoghesi e donne locali, di etnia cinese.
A partire dagli anni trenta, quando fu imposto l'uso del portoghese come lingua ufficiale, iniziò il declino di questa lingua, che conta oggi solo poche decine di parlanti. Nel 2009 è stata classificata a rischio di estinzione.